# Deutsches Stadion
Il Deutsches Stadion (lett. «stadio tedesco») era uno stadio monumentale progettato da Albert Speer presso il Reichsparteitagsgelände, nel sud della Germania. La sua costruzione iniziò nel settembre del 1937 e fu interrotta nel 1943.
Come la maggior parte delle altre strutture monumentali naziste, tuttavia, la sua costruzione fu interrotta dallo scoppio della seconda guerra mondiale e non fu mai terminata.